# Sri Prakash Lohia
Sri Prakash Lohia (ur. 11 sierpnia 1952 w Kolkacie) – indonezyjski przedsiębiorca pochodzenia indyjskiego, założyciel i prezes Indorama Corporation. 
Jego majątek szacowany był w 2020 r. na 5,6 mld USD.